# نور-هده
نور-هده (به سوئدی: Norr-Hede) یک منطقهٔ مسکونی در سوئد است که در بخش هریدالن واقع شده‌است. نور-هده ۰٫۷۹ کیلومتر مربع مساحت و ۲۶۱ نفر جمعیت دارد.